# Fay Bainter
Fay Okell Bainter (Los Angeles, 7 de desembre de 1893 - Los Angeles, 16 d'abril de 1968) va ser una actriu de cinema.

## Biografia
Va guanyar l'Oscar a la millor actriu secundària el 1939 pel seu paper a Jezebel.
Va pujar en un escenari de teatre amb només sis anys; als 19 anys va ser membre de la famosa companyia de David Belasco. Va seguir actuant des de 1912 durant molts anys en els escenaris de Broadway interpretant sempre els papers de personatges ingenus i romàntics. Va fer el seu debut cinematogràfic el 1934.
El 1962 va obtenir una altra nominació a l'Oscar a la millor actriu secundària per The Children's Hour, la seva última pel·lícula.

## Filmografia
- 1934: This Side of Heaven de William K. Howard: Francene Turner
- 1937: Olívia (Quality street) de George Stevens: Susan Throssel
- 1937: The Soldier and the Lady de George Nichols Jr.: la mare de Strogoff
- 1937: Make Way for Tomorrow de Leo McCarey: Anita Cooper
- 1938: White Banners d'Edmund Goulding: Hannah Parmalee
- 1938: Jezebel de William Wyler: Tante Belle
- 1938: Mother Carey's Chickens de Rowland V. Lee: Mrs. Margaret Carey
- 1938: The Arkansas Traveler d'Alfred Santell: Mrs. Martha Allen
- 1938: The Shining Hour de Frank Borzage: Hannah Linden
- 1939: Yes, My Darling Daughter de William Keighley: Ann 'Annie' Murray
- 1939: The Lady and the Mob de Benjamin Stoloff: Hattie Leonard
- 1939: Daughters Courageous de Michael Curtiz: Nancy 'Nan' Masters
- 1939: Our Neighbors - The Carters de Ralph Murphy: Ellen Carter
- 1940: Young Tom Edison de Norman Taurog: Mrs. Samuel 'Nancy' Edison
- 1940: El nostre poble (Our Town) de Sam Wood: Mrs. Julia Hersey Gibbs
- 1940: A Bill of Divorcement de John Farrow: Margaret 'Meg' Fairfield
- 1940: Maryland de Henry King: Charlotte Danfield
- 1941: Babes on Broadway de Busby Berkeley: Miss 'Jonesy' Jones
- 1942: Woman of the Year de George Stevens: Ellen Whitcomb
- 1942: The War Against Mrs. Hadley de Harold S. Bucquet: Stella Hadley
- 1942: Journey for Margaret de W.S. Van Dyke: Trudy Strauss
- 1942: Mrs. Wiggs of the Cabbage Patch de Ralph Murphy: Mrs. Elvira Wiggs
- 1943: The Human Comedy de Clarence Brown: Mrs. Macauley
- 1943: Presenting Lily Mars de Norman Taurog: Mrs. Mimi Thornway
- 1943: Salute to the Marines de S. Sylvan Simon: Jennie Bailey
- 1943: Cry 'Havoc' de Richard Thorpe: Capità Alice Marsh
- 1944: The Heavenly Body d'Alexander Hall: Margaret Sibyll
- 1944: Dark Waters de André De Toth: Tante Emily
- 1944: Three Is a Family de Edward Ludwig: Frances Whittaker
- 1945: State Fair de Walter Lang: Melissa Frake
- 1946: L'admiració de Brooklyn (The Kid from Brooklyn)  de Norman Z. McLeod: Mrs. E. Winthrop LeMoyne
- 1946: The Virginian de Stuart Gilmore: Mrs. Taylor
- 1947: Deep Valley de Jean Negulesco: Ellie Saul
- 1947: La vida secreta de Walter Mitty (The Secret Life of Walter Mitty) de Norman Z. McLeod: Mrs. Eunice Mitty
- 1948: Give My Regards to Broadway de Lloyd Bacon: Fay Norwick
- 1948: June Bride de Bretaigne Windust: Paula Winthrop
- 1951: Close to My Heart de William Keighley: Mrs. Morrow
- 1953: The President's Lady de Henry Levin: Mrs. Donaldson
- 1961: The Children's Hour de William Wyler: Mrs. Amelia Tilford

## Premis i nominacions

### Premis
- 1939: Oscar a la millor actriu secundària per a Jezebel

### Nominacions
- 1939: Oscar a la millor actriu per a White Banners
- 1962: Oscar a la millor actriu secundària per a La calúmnia
- 1962: Globus d'Or a la millor actriu secundària per a La calúmnia